# Crossopalpus discalis
Crossopalpus discalis är en tvåvingeart som först beskrevs av Axel Leonard Melander 1918.  Crossopalpus discalis ingår i släktet Crossopalpus och familjen puckeldansflugor. Inga underarter finns listade i Catalogue of Life.